# Силурійські відклади в Кудринцях
Силурі́йські ві́дклади в Ку́дринцях — відслонення, геологічна пам'ятка природи місцевого значення в Україні. Розташована біля східної околиці села Кудринці Чортківського району Тернопільської області, на правому схилі річки Збруч, у межах старого кар'єру.
Площа — 1,5 га. Оголошені об'єктом природно-заповідного фонду рішенням виконкому Тернопільської обласної ради № 131 від 14 березня 1977 року. Перебуває у віданні Мельнице-Подільської селищної громади.
Під охороною — відслонення товщі голубо-сірих вапняків скальської серії (верхній силур). У товщі спостерігаються окремі брудно-сірі прошарки вапнякових аргілітів, у яких знайдені багаті скупчення решток давніх рослин плауноподібного вигляду.
Відслонення має велике значення для вивчення історії розвитку рослинного світу.
«Силурійські відклади в Кудринцях» межують із національним природним парком «Подільські Товтри».